# Bataille de l'île Mackinac (1812)
Pour la seconde bataille de l'île Mackinac, voir Bataille de l'île Mackinac (1814).
Guerre de 1812
Batailles
- Bataille de l'île Mackinac (1812)
- Bataille de Fort Dearborn
- Bataille de Détroit
- Campagne du Niagara
- Bataille du moulin de Lacolle (1812)

- Bataille de Frenchtown
- Combat de la Shannon et de la Chesapeake
- Bataille de York
- Bataille de la rivière Thames
- Guerre Creek
- Bataille de la Châteauguay
- Bataille de la ferme Crysler

- Bataille de l'île Mackinac (1814)
- Incendie de Washington
- Bataille de Prairie du Chien
- Bataille de Baltimore

- Bataille de La Nouvelle-Orléans

La première bataille de l'île Mackinac est la première bataille de la Guerre de 1812 : elle eut lieu le 17 juillet 1812 sur l'île Mackinac (Mackinac Island) qui est aujourd'hui située dans l'État du Michigan aux États-Unis.
Lors de cette bataille, les Britanniques aidés de leurs alliés Amérindiens s'emparèrent du Fort Mackinac alors aux mains des Américains qui d'ailleurs ignoraient le déclenchement de la guerre.

## Histoire

Carte topographique de l'île Mackinac.

L'île est un lieu important pour le commerce de la fourrure au niveau du détroit de Mackinac qui relie le lac Michigan au lac Huron. La zone habitée par des Amérindiens fut d'abord colonisée par des Français avant que ceux-ci ne soient vaincus par les Britanniques. La zone sera ensuite donnée par les Britanniques aux Américains à la fin de la Guerre d'indépendance des États-Unis. L'armée américaine y construit le Fort Mackinac pour défendre le secteur. Les Anglais ont eux une garnison à plus de 50 km sur la St. Joseph Island.
Le chef militaire britannique du Haut-Canada est le Major Général Isaac Brock, qui, lorsqu'il apprend le déclenchement de la guerre, fait donner l'ordre à la garnison de St. Joseph Island d'attaquer et prendre le Fort Mackinac. Le chef de la garnison constitue ainsi une force d'attaque constituée de trois artilleurs, 47 soldats britanniques, 150 trappeurs, 300 indiens Ojibwés et Outaouais, et finalement de 110 Sioux, Menominee et Winnebago,. Pendant ce temps, des ordres de ne pas attaquer arrivent et ce n'est que le 15 juillet qu'un nouvel ordre d'attaque de Brock arrive. Le chef de la garnison, qui avait peur de voir les indiens s'en aller s'il attendait encore, décida d'attaquer tout de suite. Les forces embarquèrent dans le navire armé HMS Caledonia (en), dans 70 canoës et dix bateaux.
Le fort est bâti sur une falaise calcaire dominant le lac Huron et le port du sud-est de l'île Mackninac. Il est défendu par 61 soldats commandés par le lieutenant Porter Hanks (en) et équipés de sept canons dont un seul pouvait atteindre le port. Comme autre point faible, le fort était dépourvu d'accès en eau potable, seulement disponible à plus d'un kilomètre du fort.
Le Secrétaire de Guerre américain William Eustis, apparemment préoccupé par des économies financières, n'avait pas envoyé de nouvelles à Hanks depuis plus de sept mois. Il informa Hanks du début de la guerre le 18 juin en utilisant le tarif ordinaire de la poste. Le courrier arrivera finalement trop tard. Hanks avait entendu parler de rumeurs d'activités inhabituelles sur l'île britannique et envoya le trappeur Michael Dousman pour avoir des informations. Ce dernier rencontra l'expédition anglaise, fut capturé et changea rapidement de camp.
Dousman avise également les Britanniques du fait que les Américains ne sont pas au courant du déclenchement des hostilités. Les Britanniques débarquent le 17 juillet sur l'île à plus de 3 km au nord du fort. Ce lieu est ainsi dénommé aujourd'hui British landing. Ils transportent alors un canon à travers les bois et le placent sur une hauteur surplombant le fort. Après un coup de canon, ils envoient un message sous le couvert d'un drapeau blanc pour demander la reddition du fort.
Les Américains, surpris, furent tactiquement désavantagés. De plus, des villageois arrivés avec le drapeau blanc, exagérèrent le nombre d'indiens aux côtés des Britanniques. Redoutant un massacre par les indiens, Hanks capitula. Les Américains furent libérés sur promesse de ne plus combattre durant la guerre.
Les habitants de l'île eurent le choix entre prêter allégeance à la couronne britannique ou quitter l'île ; beaucoup restèrent sur l'île. Les Britanniques déplacèrent la garnison de l'île St. Joseph sur l'île Mackinac et offrirent aux indiens quelques présents trouvés dans les stocks de l'île. La nouvelle de la conquête du fort encouragea plusieurs tribus indiennes à rejoindre les forces britanniques alors qu'ils étaient neutres ou amis des Américains. Ces nouvelles forces participeront ensuite au siège de la ville de Détroit qui verra la capitulation des forces américaines. Le lieutenant Hanks sera tué par un coup de canon lors du siège de Détroit alors qu'il attendait son passage devant la cour martiale à la suite de la perte du fort. L'île Mackinac ne sera jamais reprise par les Américains durant la guerre, les Britanniques ayant en effet complété le fort Mackinac en construisant le Fort George. L'île fut pourtant le théâtre d'une seconde bataille en 1814.